# سپتامبر ۲۰۰۷
سپتامبر ۲۰۰۷ یکی از ماه‌های ۲۰۰۷ (میلادی) است.

## ۱۳ سپتامبر ۲۰۰۷
- اعلام آغاز ماه رمضان در ایران

با رویت هلال ماه رمضان امروز پنج‌شنبه ۲۲ شهریور اول ماه رمضان اعلام شد.خبرگزاری فارس، ایرنا
- دومین زلزله شدید سوماترا را لرزاند

یک زلزله شدید دیگر سوماترای اندونزی را لرزاند.بی‌بی‌سی
- شینزو آبه بستری شد

شینزو آبه نخست وزیر ژاپن به دلیل استرس‌های روانی و خستگی‌های کاری روز پنج‌شنبه در بیمارستان بستری شد.سی‌ان‌ان

## ۱۴ سپتامبر ۲۰۰۷
- دومین گروگان بلژیکی آزاد شد

وزارت کشور ایران از آزادی استفان بوو، گردشگر بلژیکی که چند هفته قبل در استان کرمان در جنوب ایران به دست اشار مسلح گروگان گرفته شده بود خبر داد.بی‌بی‌سی فارسی
- بوش خروج محدود نیروها از عراق را اعلام کرد

جورج بوش، رئیس جمهور آمریکا، در یک سخنرانی برای مردم کشورش درباره عراق از عقب نشینی محدود نیروها از عراق سخن گفت.بی‌بی‌سی فارسی
- ترور متحد سنی واشنگتن درعراق

تلویزیون دولتی عراق از ترور عبدالستار ابو ریشه، رییس مجلس نجات الانبار عراق، خبر داد.رادیو زمانه

## ۱۵ سپتامبر ۲۰۰۷
- باران‌های موسمی به ۱۳ میلیون نفر خسارت زد

در پی ریزش باران‌های موسمی در هند و بنگلادش، نزدیک به ۱۳٫۵ میلیون نفر در این دو کشور بی‌خانمان شده یا در محاصره آب قرار گرفته‌اند.رادیو زمانه
- انفجار انتحاری در بغداد ‪ ۸‬کشته به جا گذاشت

یک فرد انتحاری خودروی بمب‌گذاری شده‌ای را نزدیک پست بازرسی پلیس در «حی العامل» در جنوب غرب شهر بغداد منفجر کرد که در نتیجه ‪ ۸‬نفر کشته شدند.ایرنا

## ۱۶ سپتامبر ۲۰۰۷
- قهرمان پیشین رالی کشته شد

کالین مک ری قهرمان پیشین مسابقات جهانی رالی در یک سانحه سقوط هلی کوپتر در نزدیکی محل زندگیش در اسکاتلند کشته شد.بی‌بی‌سی فارسی
- انتخابات پارلمانی یونان آغاز شد

یونانی‌ها امروز یکشنبه برای انتخابات پارلمانی در یونان به پای صندوق‌های رای رفتند.ایرنا
- سقوط یک فروند هواپیما در جنوب تایلند

شرایط نامساعد هوا موجب سقوط یک فروند جت مسافربری حامل ‪ ۱۲۸‬سرنشین در روز یکشنبه در جزیره «فوکت» تایلند شد.ایرنا

## ۱۷ سپتامبر ۲۰۰۷
- درگذشت علامه عسگری

علامه سید مرتضی عسگری پژوهشگر تاریخ اسلام و حدیث‌شناس درگذشت. خبرگزاری فارس
- گوگل رفع فیلتر شد

موتور جست‌وجوی گوگل که همراه با چند سایت دیگر از جمله سرویس‌دهنده بلاگفا از ساعاتی پیش فیلتر شده بود، هم‌اکنون باز است.ایتنا
- گوگل فیلتر شد

گوگل، معروف‌ترین و پرکاربرترین موتور جست‌وجوی اینترنتی جهان در اکثر سرویس دهنده‌های ایرانی فیلتر شده و دسترسی به آن ممکن نیست.ایتنا
- قهرمانی تاریخی روسیه در اروپا

تیم ملی بسکتبال مردان روسیه با غلبه بر اسپانیا به مقام قهرمانی قاره اروپا دست یافت.بی‌بی‌سی فارسی
- قهرمانی حمید سوریان در کشتی جهانی

حمید سوریان، کشتی گیر وزن ۵۵ کیلوگرم تیم ملی کشتی فرنگی ایران، در مسابقات کشتی فرنگی جهان به مقام قهرمانی رسید و اولین سهمیه کشتی ایران در المپیک پکن را بدست آورد.بی‌بی‌سی فارسی

## ۱۸ سپتامبر ۲۰۰۷
- کلیه شرکت‌های امنیتی در عراق بازنگری می شوند

دولت عراق گفته که درصدد است جایگاه شرکت های خصوصی عراقی و خارجی را که در این کشور خدمات حفاظتی-امنیتی ارائه می دهند، بازنگری کند.بی‌بی‌سی فارسی
- مشرف از فرماندهی ارتش کنار می‌رود

پرویز مشرف، رییس جمهوری و رییس ستاد مشترک ارتش پاکستان، آماده‌است از سمت نظامی خود کنار رود.بی‌بی‌سی فارسی

## ۱۹ سپتامبر ۲۰۰۷
- انفجاری قوی شرق بیروت را لرزاند

انفجاری قوی امروز عصر منطقه مسیحی سن الفیل در شرق بیروت را لرزاند.خبرگزاری فارس
- برخورد توفانی قدرتمند به سواحل پرجمعیت شرق چین

رسانه‌های دولتی گزارش می‌دهند که توفان قدرتمند وایفا در نقطه‌ای در جنوب قلب اقتصادی چین، شانگهای، به سواحل پرجمعیت شرق این کشور برخورد کرده‌است.بی‌بی‌سی فارسی
- شهاب سنگی عظیم در پرو به زمین برخورد کرد

به گفته مقام‌های پرو پس از برخوردی شیئی آسمانی به زمین در نقطه‌ای دور دست در این کشور ۶۰۰ نفر به معالجه نیاز پیدا کرده‌اند. تصور می‌شود این شی شهاب سنگ بوده‌است.بی‌بی‌سی فارسی

## ۲۰ سپتامبر ۲۰۰۷
- پرواز آزمایشی جنگنده صاعقه در تهران

ارتش ایران اعلام کرد که دو فروند هواپیمای جنگنده صاعقه را با موفقیت طی مراسمی آزمایش کرده‌است.بی‌بی‌سی فارسی
- انتشار پیام اسامه بن لادن درباره پاکستان

اسامه بن لادن، رهبر شبکه القاعده از مردم پاکستان خواسته‌ است تا ژنرال پرویز مشرف، رییس جمهور این کشور، را از قدرت ساقط کنند.بی‌بی‌سی فارسی
- کیان تاج‌بخش آزاد شد

کیان تاج‌بخش چهارشنبه‌شب با تامین وثیقه صادره از سوی معاونت امنیت دادسرای عمومی و انقلاب تهران آزاد شد.رادیو زمانه/ایسنا/سی‌ان‌ان

## ۲۱ سپتامبر ۲۰۰۷
- رد درخواست احمدی نژاد

مقام‌های شهر نیویورک درخواست محمود احمدی نژاد، رئیس جمهور ایران را برای بازدید از محل حملات ۱۱ سپتامبر ۲۰۰۱ در این شهر رد کردند. بی‌بی‌سی فارسی، رادیو زمانه
- ترکیه قطع همکاری با ایران در زمینه انرژی را رد کرد

نخست وزیر ترکیه در مقابل فشار آمریکا برای قطع همکاری در زمینه انرژی با ایران اعلام کرد که دولتش حاضر به عمل به چنین خواسته‌ای نیست. بی‌بی‌سی فارسی
- اسقف اعظم چینی مورد تایید پاپ قرار گرفت

پاپ، رهبر کاتولیک های جهان، برای نخستین بار ظرف ۵۰ سال یک اسقف اعظم جدید کاتولیک در پکن را تایید کرده و مراسم تقدیس او در پایتخت چین در جریان است. بی‌بی‌سی فارسی
- ویرانی خانه ستارخان در تبریز

خانه‌ ستارخان، سردار ملی مشروطه، در محله امیرخیز تبریز ویران شد. رادیو زمانه
- سایت رسمی تلویزیون دولتی ایران هک شد

سايت رسمی تلويزيون جمهوری اسلامی ايران، در حرکتی اعتراضی توسط شخص يا اشخاصی ناشناس «هک» شد. رادیو فردا
- بازداشت «شهردار قصر شيرين» توسط ارتش آمريکا

نيروهای ارتش ایالات متحده آمريکا در حمله به هتل پالاس در شهر سليمانيه عراق، سه شهروند ايرانی از جمله شهردار شهر قصر شیرین را بازداشت کردند. رادیو فردا

## ۲۲ سپتامبر ۲۰۰۷
- اسقف جدیدکلیسای کاتولیک پکن تعیین شد

ژوزف لی شن باتایید پاپ بندیکت شانزدهم به عنوان اسقف جدید کلیسای کاتولیک پکن انتخاب شد.ایرنا
- نمایش موشک قدر ۱ با ۵۰۰ کیلومتر برد بیشتر از شهاب ۳

ایران پس از ساخت موشکهای سری شهاب شامل شهاب ۱، ۲ و ۳، توانست موشکی را طراحی و تولید کنند که حداکثر برد آن ۵۰۰ کیلومتر بیش از شهاب ۳ است. فارس نیوز

## ۲۳ سپتامبر ۲۰۰۷
- صدای انفجار قوی در اورشلیم شنیده شد

شبکه تلویزیونی الجزیره قطر روز یکشنبه در خبری کوتاه اعلام کرد صدای انفجاری قوی در اورشلیم غربی شنیده شد.ایرنا
- احمدی‌نژاد ازمحل برجهای دوقلو «دیدن می کند»

با وجود مخالفت مقامات آمریکایی، محمود احمدی‌نژاد رئیس جمهور ایران قصد دارد از محل حادثه یازدهم سپتامبر در نیویورک «دیدن کند». بی‌بی‌سی فارسی، رادیو فردا
- ايران گلوله باران مناطق مرزی عراق را تاييد کرد

جمهوری اسلامی ایران روز يکشنبه برای نخستين بار تاييد کرد که مناطق مرزی کردستان عراق را گلوله باران کرده است. رادیو فردا
- دفتر «بازتاب» با شکايت رياست جمهوری پلمب شد

دفتر سايت «بازتاب» که در ماه های اخير به انتقادهای تندی از دولت محمود احمدی‌نژاد پرداخته بود با شکایت دولت و با حکم دادستانی تهران پلمپ شد. بی‌بی‌سی فارسی، رادیو فردا
- تبعید شیخ دراویش گنابادی از قم

دادگاه تجدیدنظر استان قم حکم تبعید متولی حسینیه دراویش نعمت اللهی گنابادی را از شهر قم تأیید کرد اما وی را از مجازات زندان معاف ساخت. بی‌بی‌سی فارسی

## ۲۴ سپتامبر ۲۰۰۷
- ۲۰ عراقی طی حمله انتحاری در بعقوبه عراق کشته و زخمی شدند

انفجار بمب توسط یک بمب‌گذار انتحاری در مسجدی در بعقوبه عراق دست‌کم ۲۰ کشته و زخمی برجای گذاشت.خبرگزاری فارس

## ۲۵ سپتامبر ۲۰۰۷
- یاسوئو فوکودا نخست وزیر ژاپن شد

یاسوئو فوکودا، ۷۱ ساله، با اکثریت آرای نمایندگان مجلس سفلای ژاپن به عنوان نخست وزیر این کشور انتخاب شد.رادیو فردا
- شصت و دومین نشست سالانه رهبران جهان در سازمان ملل

شصت و دومین نشست سالانه رهبران جهان در مجمع عمومی سازمان ملل متحد (در تصویر)، با سخنرانی بان کی مون، دبیر کل سازمان ملل آغاز شد.رادیو فردا

## ۲۶ سپتامبر ۲۰۰۷
- حمله پلیس برمه به تظاهرکنندگان مخالف دولت

ماموران امنیتی برمه با حمله به گروهی از تظاهرکنندگان مخالف دولت تعدادی از آنان را مضروب کردند اما این اقدام مانع از آغاز تظاهرات نشده است.بی‌بی‌سی فارسی

## ۲۷ سپتامبر ۲۰۰۷
- اعلام رسمی نامزدی مشرف برای انتخابات ریاست جمهوری پاکستان

رئیس جمهور پاکستان امروز رسما نامزدی خود برای شرکت در انتخابات ریاست جمهوری ۱۶ اکتبر (۱۴ مهر) را اعلام کرد.خبرگزاری فارس

## ۲۸ سپتامبر ۲۰۰۷
- استروس کان به عنوان دبیرکل صندوق بین‌المللی پول انتخاب شد

صندوق بین‌المللی پول، دومینیک استروس کان فرانسوی را به عنوان دبیرکل صندوق بین‌المللی پول انتخاب کرد.ایرنا
- ترور محمود قول آغاسی روحانی سوری

محمود قول آغاسی ملقب به ابو القعقاع از مخالفان جنگ آمریکا در عراق بود و گفته می‌شد، زمانی در جذب و اعزام جنگجویان عرب به عراق دست داشته‌است ،ترور شد.ایرنا

## ۲۹ سپتامبر ۲۰۰۷
- نمایندگان مجلس ایران، ارتش آمریکا و سیا را تروریست خواندند

۲۱۵ نماینده مجلس ایران در بیانیه‌ای، آنچه را که عملیات تروریستی ارتش آمریکا و سازمان اطلاعات مرکزی این کشور (سیا) خواندند، محکوم کردند.بی‌بی‌سی فارسی
- نشان لژیون دونور برای شهرام ناظری

بزرگترین نشان فرهنگی کشور فرانسه به نام لژیون دونور قرار است روز شنبه ۲۹ سپتامبر (هفتم مهر) به شهرام ناظری، خواننده موسیقی سنتی ایران اهدا شود. بی‌بی‌سی فارسی
- ورود نماینده سازمان ملل به برمه

ابراهیم قنبری ، نماینده ویژه سازمان ملل متحد وارد برمه شده تا درباره بحران جاری این کشور با ژنرال‌های برمه‌ای گفتگو کند. بی‌بی‌سی فارسی

## ۳۰ سپتامبر ۲۰۰۷
- آلمان قهرمان جام جهانی فوتبال زنان شد

تیم فوتبال زنان آلمان، قهرمان پنجمین دوره مسابقات جام جهانی فوتبال زنان که در چین برگزار می‌شد گردید. بی‌بی‌سی فارسی
- مردم اوکراین به پای صندوقهای رای رفتند

مردم اوکراین امروز برای شرکت در انتخابات زودهنگام پارلمانی و پایان دادن به ماهها بحران سیاسی در این کشور به پای صندوقهای رأی رفته‌اند.خبرگزاری مهر